# Fahrkarte

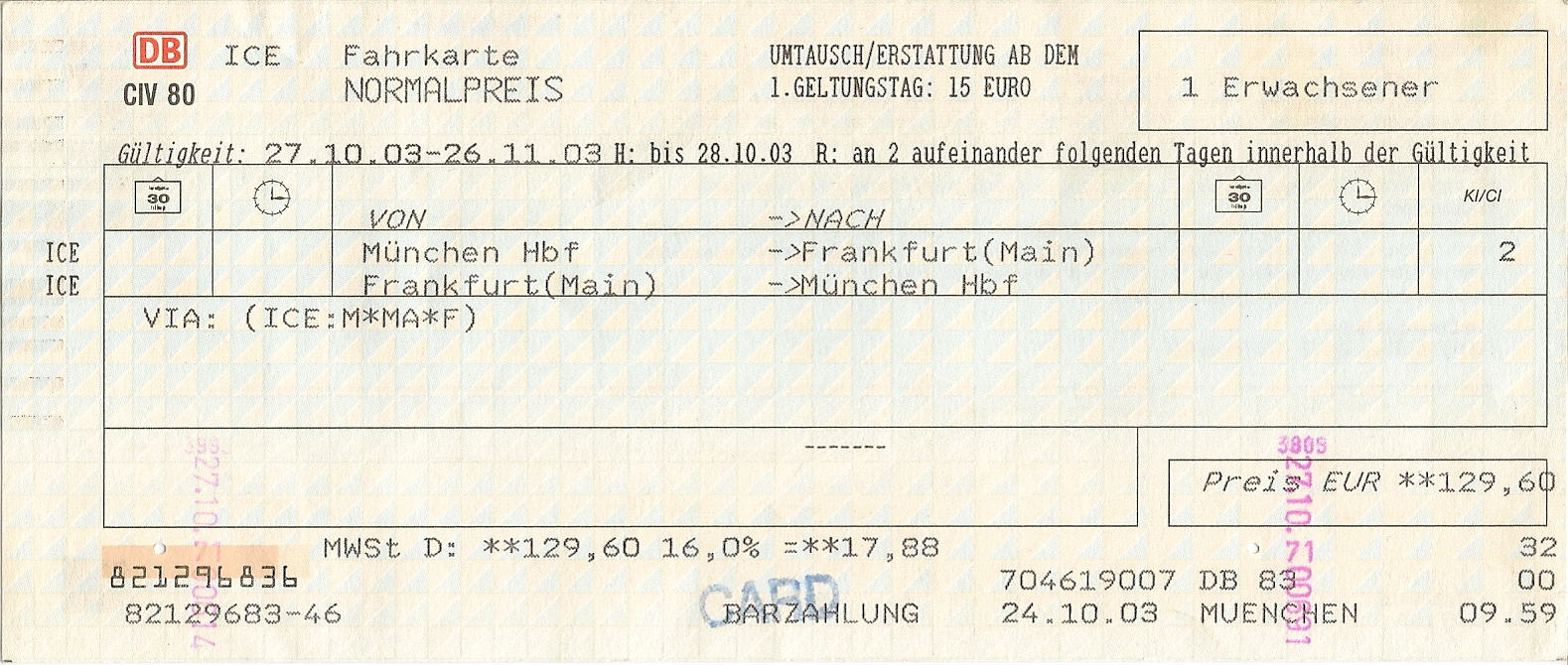
Papier-Fahrkarte der Deutschen Bahn für die Fahrten München Hbf ↔ Frankfurt am Main Hbf, 2. Wagenklasse (2003)

Historischer Netzbildfahrschein der Straßenbahn Ulm, hierbei markiert der Schaffner Anfang und Endpunkt der Fahrt auf dem schematischen Streckenetzplan

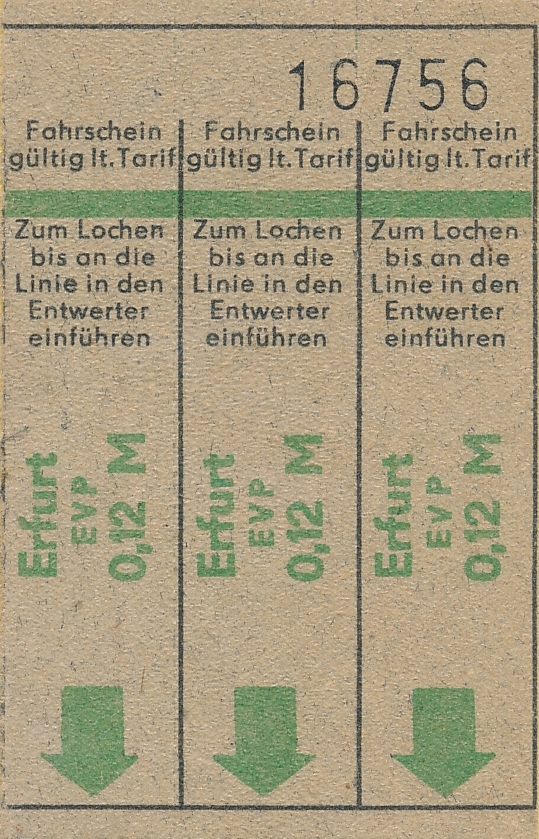
Mehrfahrtenkarte der VEB Erfurter Verkehrsbetriebe (DDR 1983)

Die Fahrkarte (auch Fahrausweis, Fahrtausweis oder Fahrschein; Schweiz Billett; Anglizismus Ticket, in der Anfangszeit der Eisenbahn Fahrzettel) ist ein Wertzeichen, das gegen Entrichtung des Fahrpreises (Beförderungsentgelt) zur Benutzung eines öffentlichen Verkehrsmittels berechtigt (beispielsweise für die Eisenbahn, die Straßenbahn, den Oberleitungsbus, den Omnibus oder Passagierflugzeuge). Wird die Fahrkarte kostenlos abgegeben, spricht man von einem Freifahrtschein.
Für jeden Verkehrsträger gibt es unterschiedliche Fahrkarten, je nachdem, welche Beförderungsklasse, Verkehrsart (Nah- oder Fernverkehr, Linien- oder Charterverkehr) oder welcher Beförderungszeitraum (Einzelfahrkarte, Zeitkarte) gewählt wird.

## Geschichte

Edmondsonsche Kartonfahrkarte der Deutschen Reichsbahn von 1965

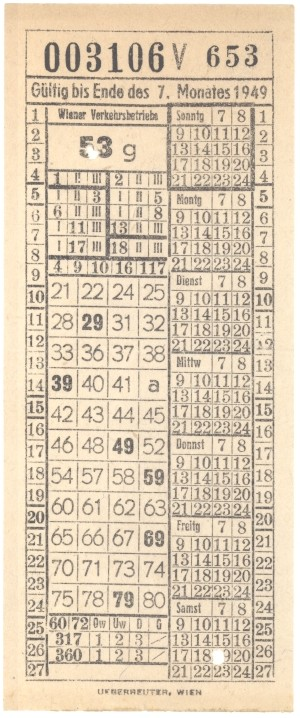
Fahrschein der Wiener Verkehrsbetriebe von 1949

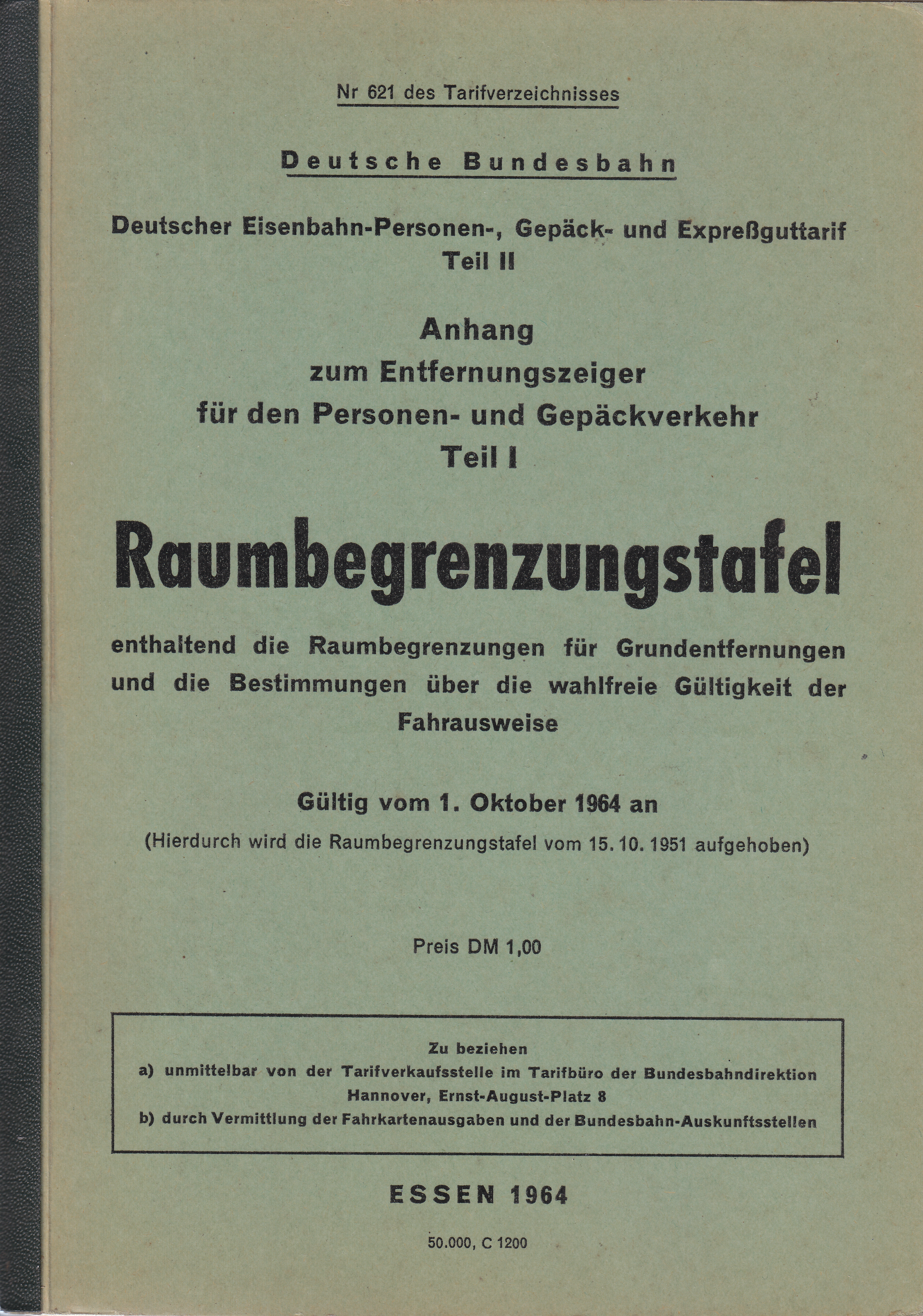
Deutsche Bundesbahn (1964), Raumbegrenzungstafel enthaltend die Raumbegrenzungen für Grundentfernungen und die Bestimmungen über die wahlfreie Gültigkeit der Fahrausweise

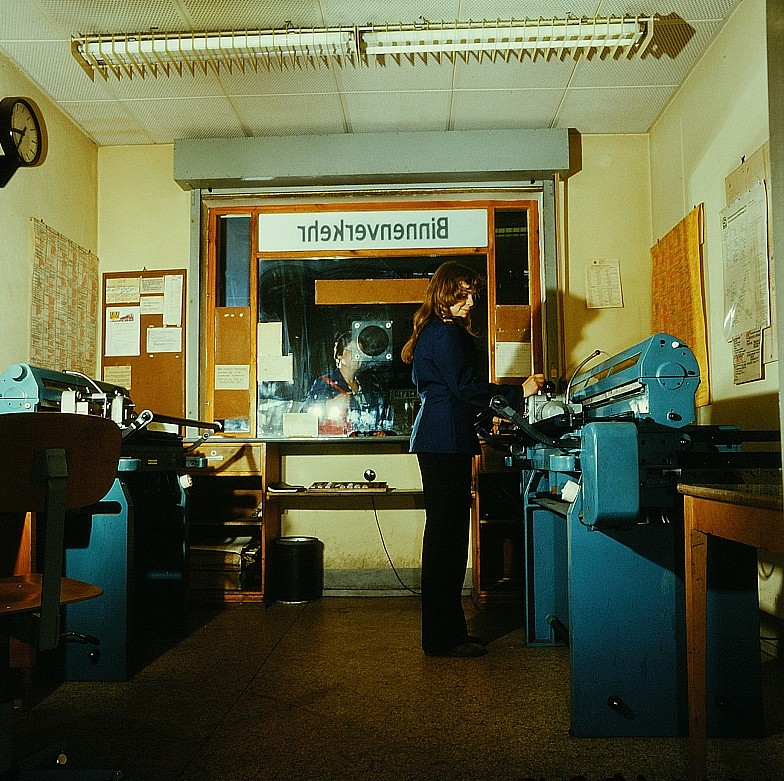
Fahrkartenschalter (innen) mit Fahrkartendruckmaschine (DDR 1985)

Fahrkarte aus einem Automaten in Saarlouis Hauptbahnhof der damaligen Deutschen Bundesbahn (1988)

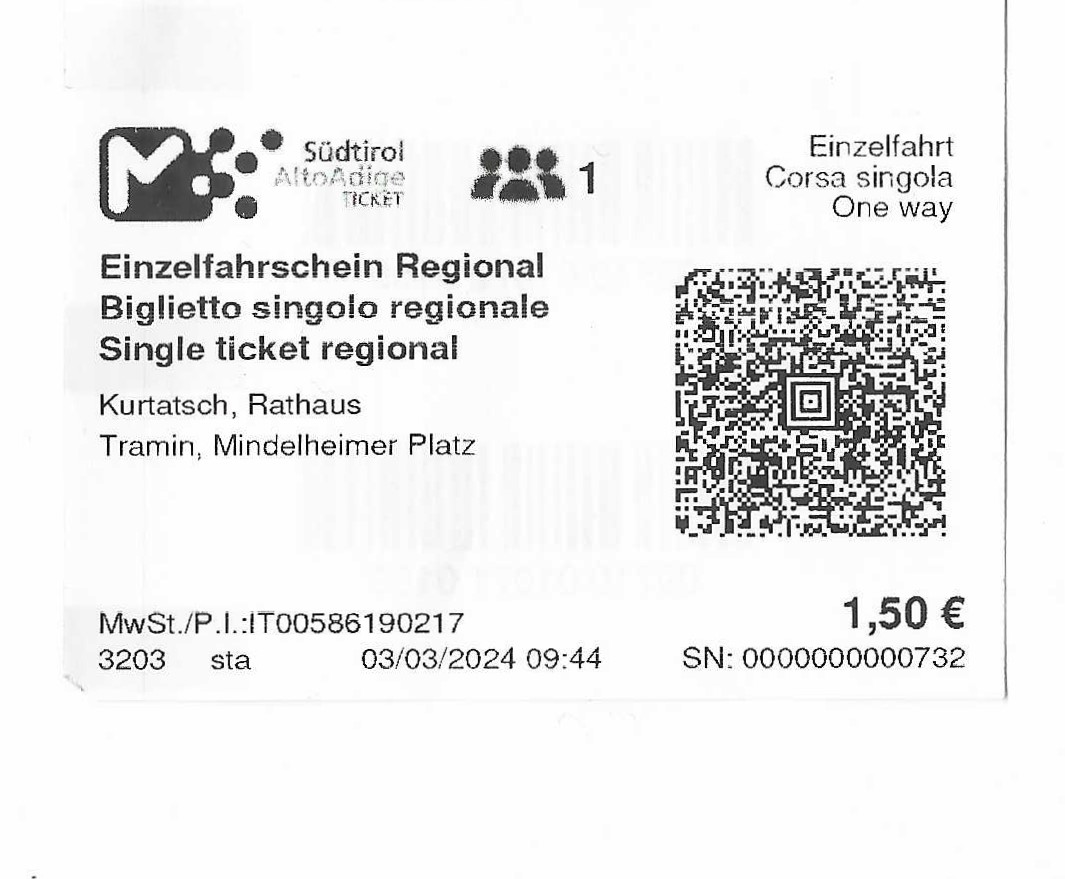
Einzelfahrschein von Südtirol Mobil (2024) mit aufgedrucktem QR-Code

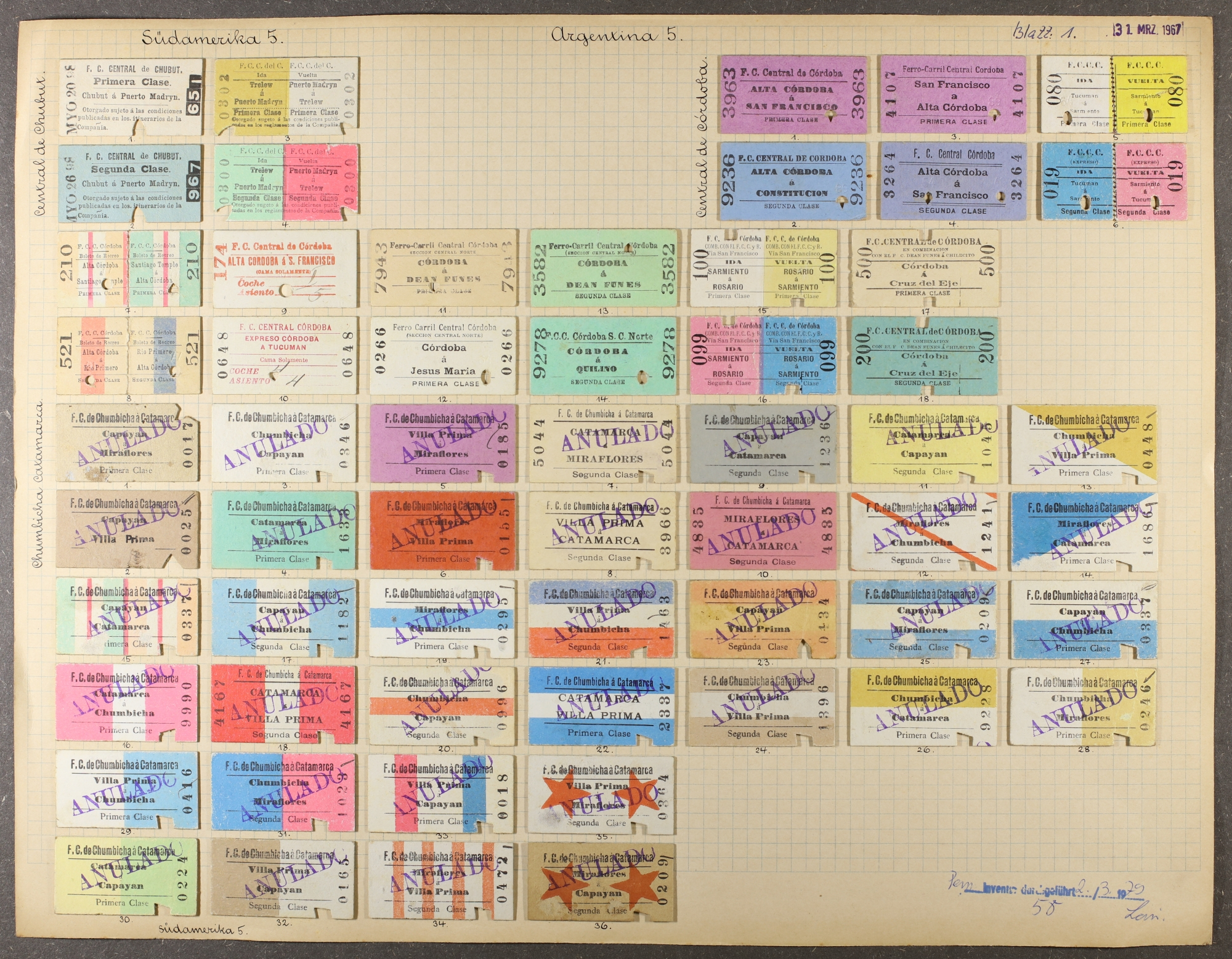
Argentinische Fahrkarten vor 1925

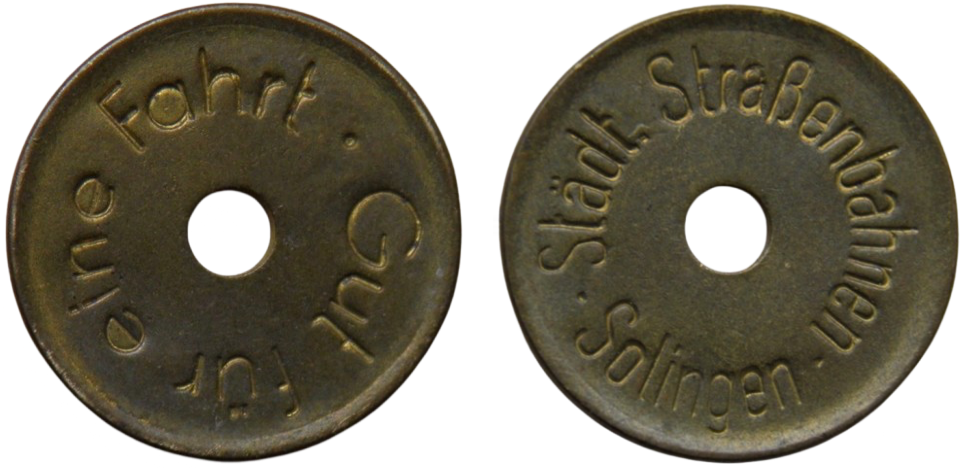
Straßenbahnmünze der Städtischen Straßenbahnen Solingen, ausgegeben anstatt einer klassischen Fahrkarte aus Papier oder Karton

Fahrkarten wurden aus dem ursprünglichen Zettelfahrschein entwickelt und ermöglichten eine einfachere Abrechnung durch fortlaufende Seriennummern. Thomas Edmondson stellte um 1836 die ersten Fahrkarten aus Karton her. Die Entwertung durch eine einfache Lochung oder Stempelung war unauslöschbar; bei der Ausgabe wurden sie üblicherweise mit dem Tagesdatum sowie der Ausgabestelle (durch Nummer oder Buchstabe) versehen, wozu eine Fahrkartenstempelpresse verwendet wurde.
Bei den deutschen Eisenbahnen war früher die Benennung Billett gebräuchlich, in der Schweiz gilt sie noch heute. Klassische edmondsonsche Kartonfahrkarten werden immer seltener verwendet, sie wurden durch Fahrscheine aus Fahrscheindruckern oder Fahrkartenautomaten auf Spezialpapieren mit mehreren Sicherheitsmerkmalen, ähnlich wie bei Banknoten, ersetzt.
Der Einsatz von Fahrkarten lief 1832 bei der Liverpool and Manchester Railway folgendermaßen ab:

„Wenn man auf das Bureau der Eisenbahn-Gesellschaft kommt, wo die Polizey über Ordnung wacht und Niemand eintreten läßt, der darin nichts zu thun hat, wählt man seinen Platz und erhält ein Billet, dessen Nummer den Wagensitz und die Außen am Wagen geschriebene Zahl enthält. Im Augenblicke der Abfahrt gibt man die Bilette ab […]“

## Durchgangsfahrkarte
Ein Durchgangsfahrkarte ist ein einziger Beförderungsvertrag für eine (Bahn)fahrt, unabhängig von der Anzahl der Anschlüsse während der Fahrt.

## Fahrkarten nach Ländern

### Deutschland

#### Geschichte
Bei der DB wurden, wenn das Fahrtziel über verschiedene Strecken zu erreichen war, Raumbegrenzungen auf den Fahrkarten eingetragen. Eine Fahrkarte von Hamburg nach Basel wurde so ausgestellt: Hamburg – R (Nummer) – Basel.
Diese Fahrkarte konnte über Hannover – Kassel – Frankfurt am Main oder über Bremen – Münster – Mönchengladbach – Mainz benutzt werden. Kreuz- und Querfahrten in Richtung auf das Reiseziel waren dabei erlaubt. Raumbegrenzungen gab es auch im Nahverkehr. Teils waren in diese auch Bahnbus-Strecken mit einbezogen.
Zu den am einfachsten gestalteten Fahrkarten zählten die vorgedruckten Zahlbox-Fahrscheine bei städtischen Verkehrsbetrieben der DDR. Sie wurden vom Fahrgast von einer Rolle abgerissen und bestanden lediglich aus einigen Betriebszeichen und dem Aufdruck: „Gültig für eine Fahrt … (laufende Nummer) … laut Tarif“.

#### Rechtsfragen
Rechtlich ist die Fahrkarte ein so genanntes „kleines Inhaberpapier“ nach § 807 BGB. Fahrkartenkontrollen finden entweder regelmäßig beim Einsteigen durch den Fahrer, inzwischen sehr selten durch Schaffner und sporadisch (bei der Eisenbahn regelmäßig) mit zivilen oder uniformierten Angestellten der Verkehrsgesellschaft statt. Fahrgäste, die das Verkehrsmittel ohne Fahrkarte nutzen, können sich gemäß § 265a StGB des Straftatbestands der Erschleichung von Leistungen schuldig machen; diese sogenannte Beförderungserschleichung gilt als ein kriminologisches Massenphänomen.

#### Fahrkartenarten

Personalfahrkarte, DB, 1975

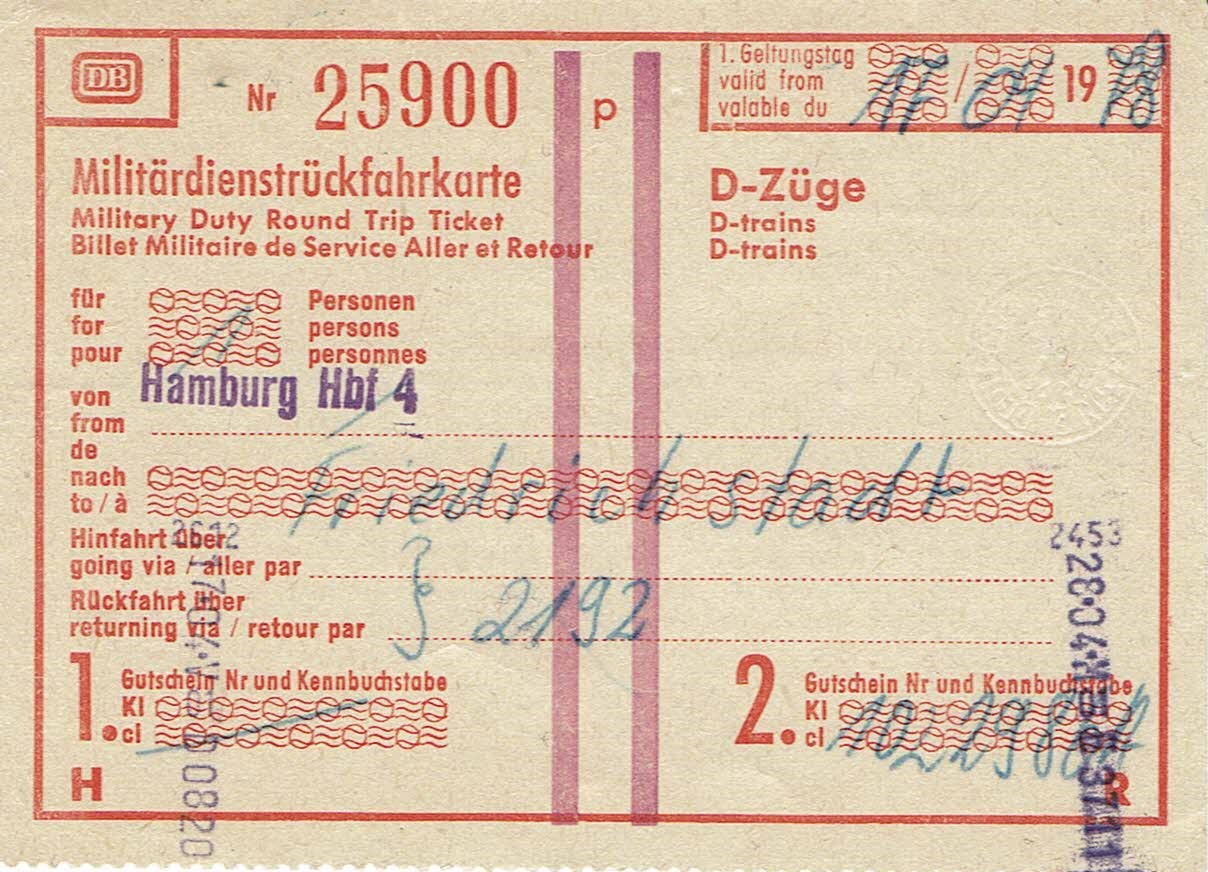
Bundeswehr Militärdienstrückfahrkarte von 1978

Neben den Einzelfahrkarten, die zu einer Fahrt in einer Richtung berechtigen oder als Rückfahrkarte zu einer einzelnen Hin- und Rückfahrt, gibt es Zeitkarten. Diese ermöglichen in einem bestimmten Zeitraum (einen Tag, eine Woche, einen Monat oder ein Jahr) beliebig viele Fahrten innerhalb eines räumlichen Geltungsbereiches oder auf einer bestimmten Strecke. Zeitkarten werden gezielt für bestimmte Personengruppen, beispielsweise Auszubildende, Schüler, Studenten und Senioren angeboten oder als sogenannte „Jobtickets“ für Berufstätige. Im öffentlichen Personennahverkehr (ÖPNV) wurden sie zur dominierenden Form der Fahrkarte. Außerdem gibt es Zusatztickets, beispielsweise als Anschlussfahrkarte in Verbindung mit einer Zeitkarte, als Zuschlag für Fahrten in der 1. Klasse oder für Gepäck (siehe auch Fahrradkarte), Hunde etc.

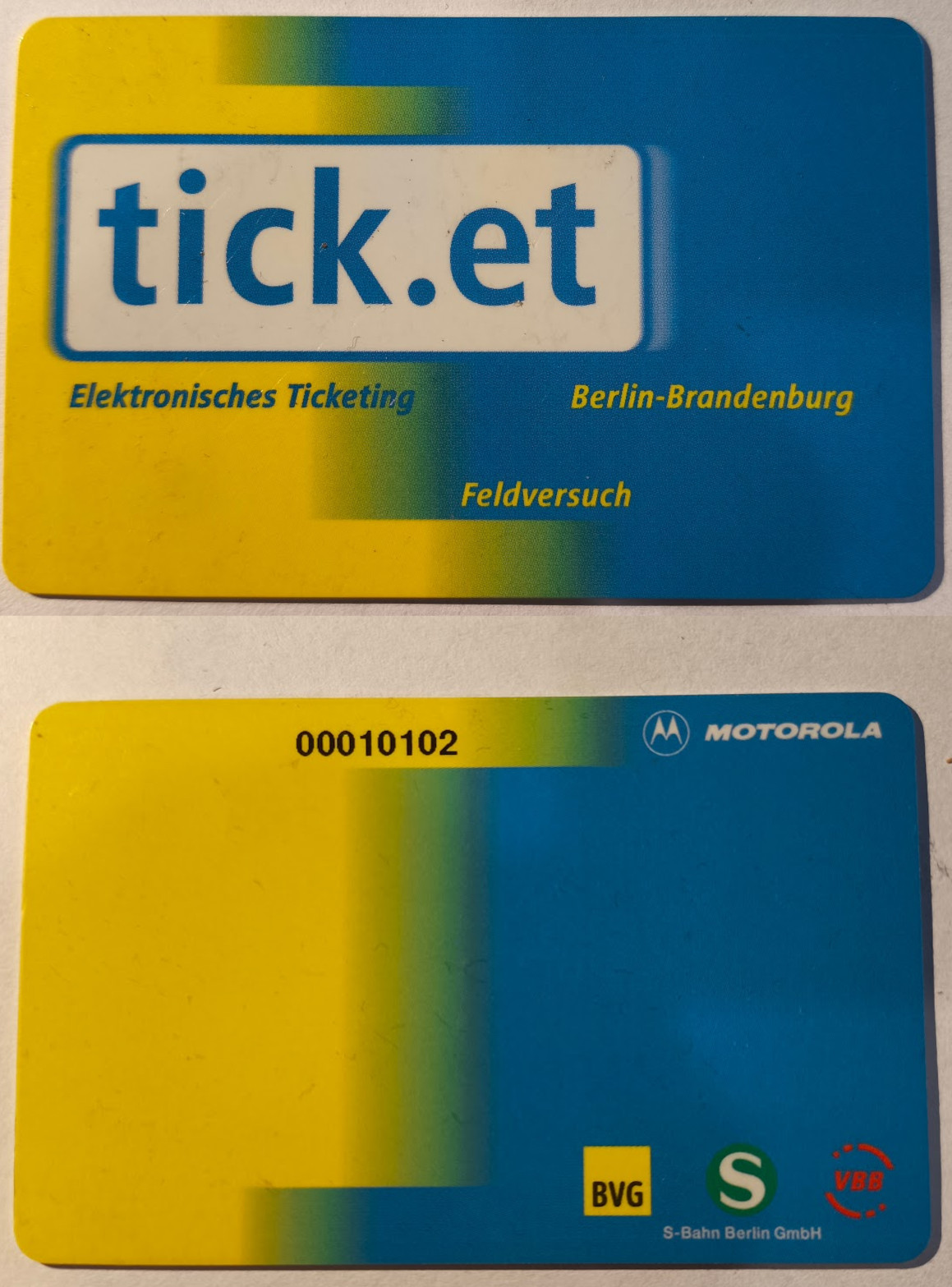
Karte für den Feldversuch von Oktober 1999 bis 30. April 2000, BVG, S-Bahn, VBB, 1999/2000

Im Bahnverkehr verkaufen bestimmte Automaten auch die sogenannte Fahrkarte Anfangsstrecke, in Großbritannien Permit to travel genannt. Diese ist zu kaufen, wenn keine Möglichkeit besteht, eine Fahrkarte zum eigentlichen Ziel zu erwerben, etwa bei DB-Nahverkehrs-Automaten älterer Bauart. Sie muss bei der nächsten Möglichkeit (z. B. Fahrkartenkontrolle oder Reisezentrum), ggf. gegen Zahlung eines Differenzbetrags eingewechselt werden. Auch werden bei Störung von Automaten teilweise Notfahrkarten ausgegeben.
Für den internationalen Eisenbahnverkehr werden Fahrscheine nach TCV-Tarif (Tarif commun international pour le transport des voyageurs) oder auch sogenannte Globalpreis-Fahrscheine ausgegeben.
Im Luft- und Schiffsverkehr wird seit langem vom Ticket gesprochen; diese Benennung wurde in den letzten Jahren auch von einigen Eisenbahnverkehrsunternehmen und Verkehrsverbünden übernommen.

#### Personalfahrkarten
Als Personalfahrkarten werden verbilligte Fahrkarten für aktive und ehemalige Beschäftigte der DB AG sowie für deren Familienmitglieder bezeichnet.

#### Zangenabdruck

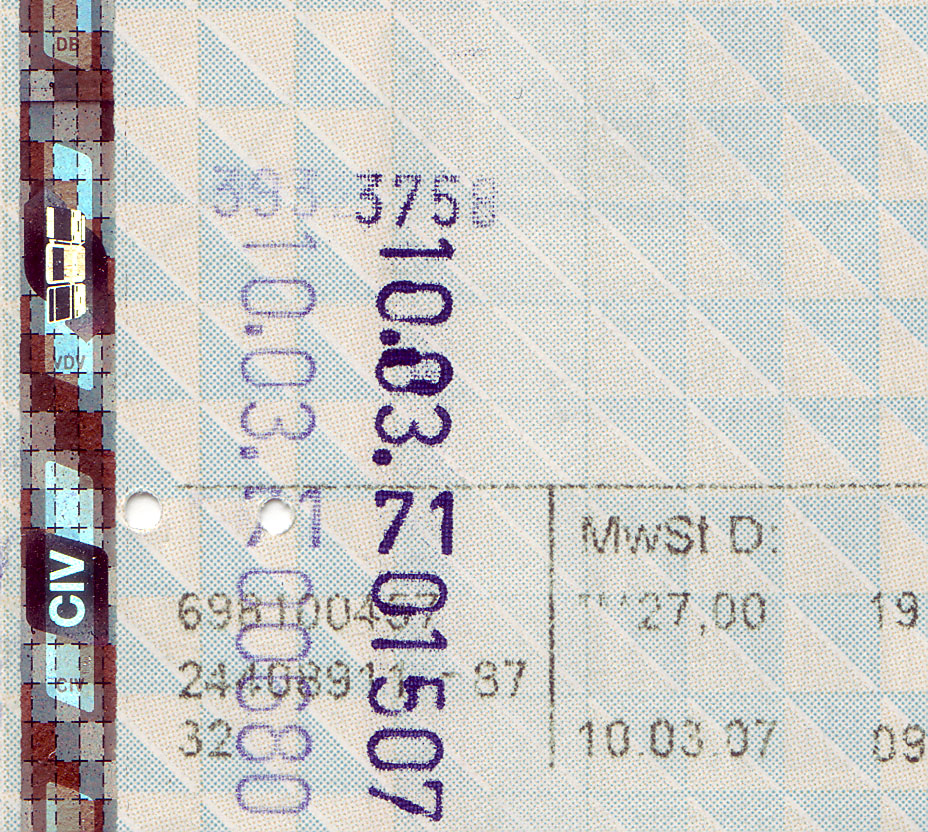
Zangenabdrücke auf einem Fernverkehrs-Fahrschein der Deutschen Bahn

Im Eisenbahnverkehr werden Fahrkarten oftmals durch einen mit einer Schaffnerzange vorgenommenen Zangenabdruck des Zugbegleiters entwertet. Die Zange versieht dabei die Fahrkarte mit einem kleinen Loch (nur bei Fernzügen) und einem Stempelabdruck. Diesem können beispielsweise Zugnummer, Datum, Einsatzstelle und Zangennummer entnommen werden. Die Zahlen auf dem Zangenabdruck der Deutschen Bahn bedeuten im Einzelnen: 1. registrierte Nr. der Zange; 2. Datum; 3. Regionalbereich der Einsatzstelle; 4. Zugnummer (die kleineren ersten und dritten Zahlen stehen quer auf dem Zangenabdruck). Mit dem Abdruck kann ein Fahrgast auch den Nachweis erbringen, mit einem bestimmten Zug gefahren zu sein − beispielsweise bei Entschädigungsansprüchen aus Verspätungen.
Im Bereich der Deutschen Bahn AG werden Zeitkarten in der Regel bei der ersten Fahrscheinkontrolle einfach entwertet. Fahrscheine innerhalb von Verkehrsverbünden sind oftmals vom Fahrgast vor Fahrtantritt an Entwertern zu stempeln. Mitunter werden auch derartige Fahrkarten mit einer sehr kurzen zeitlichen Gültigkeit zum sofortigen Fahrtantritt ausgegeben; sie sind also schon beim Kauf aus dem Automaten mit einem Entwertungsmerkmal versehen. Auf diese Vorab-Entwertung, die es auch bei Automaten in ÖPNV-Fahrzeugen (Straßenbahn/Bus) gibt, wird der Fahrgast zur Vermeidung unbeabsichtigter Entwertung i. d. R. am Automaten hingewiesen.

#### Moderne Fahrkartentypen

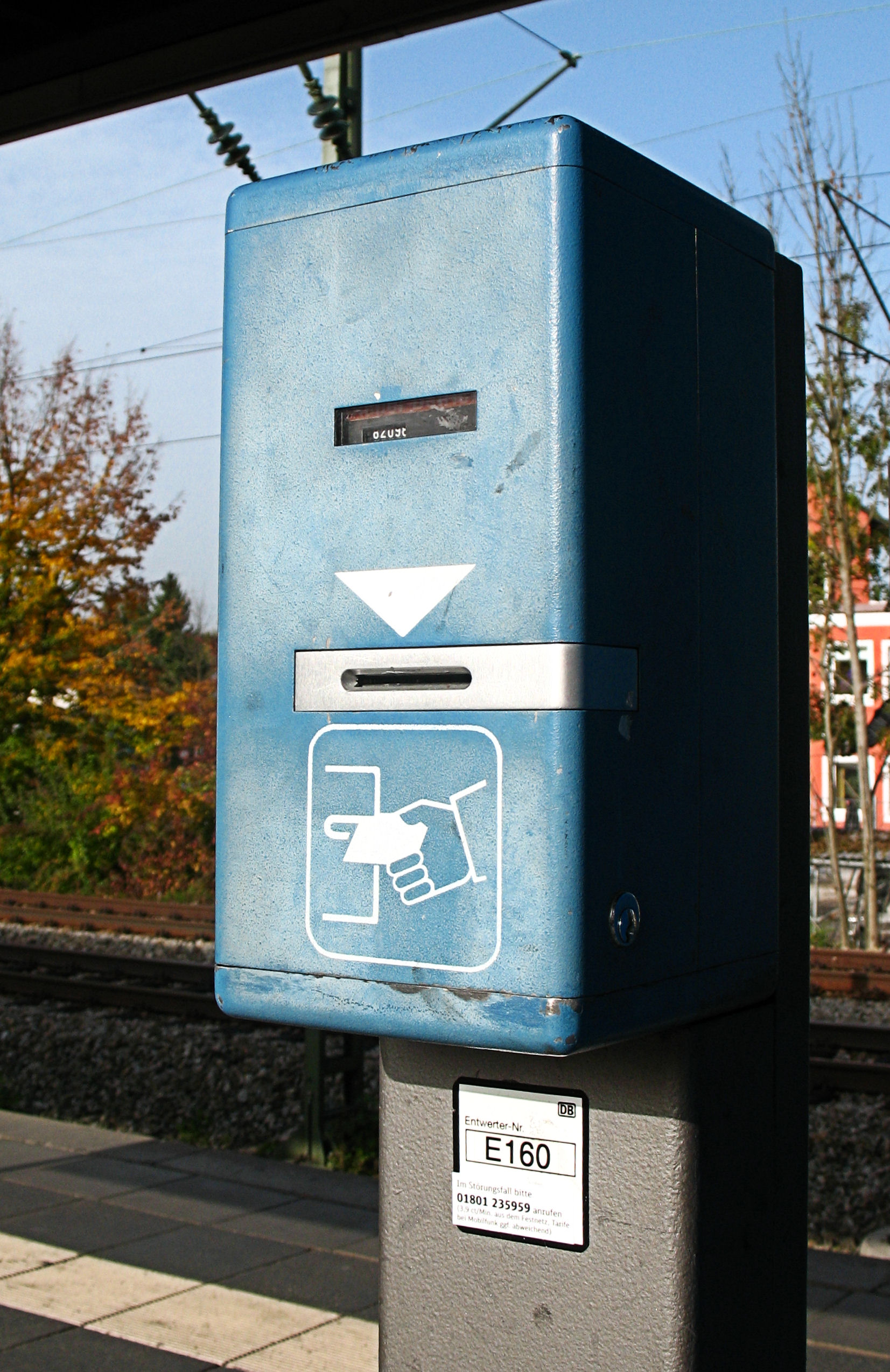
Fahrkartenentwerter an Münchner S-Bahn-Haltestelle

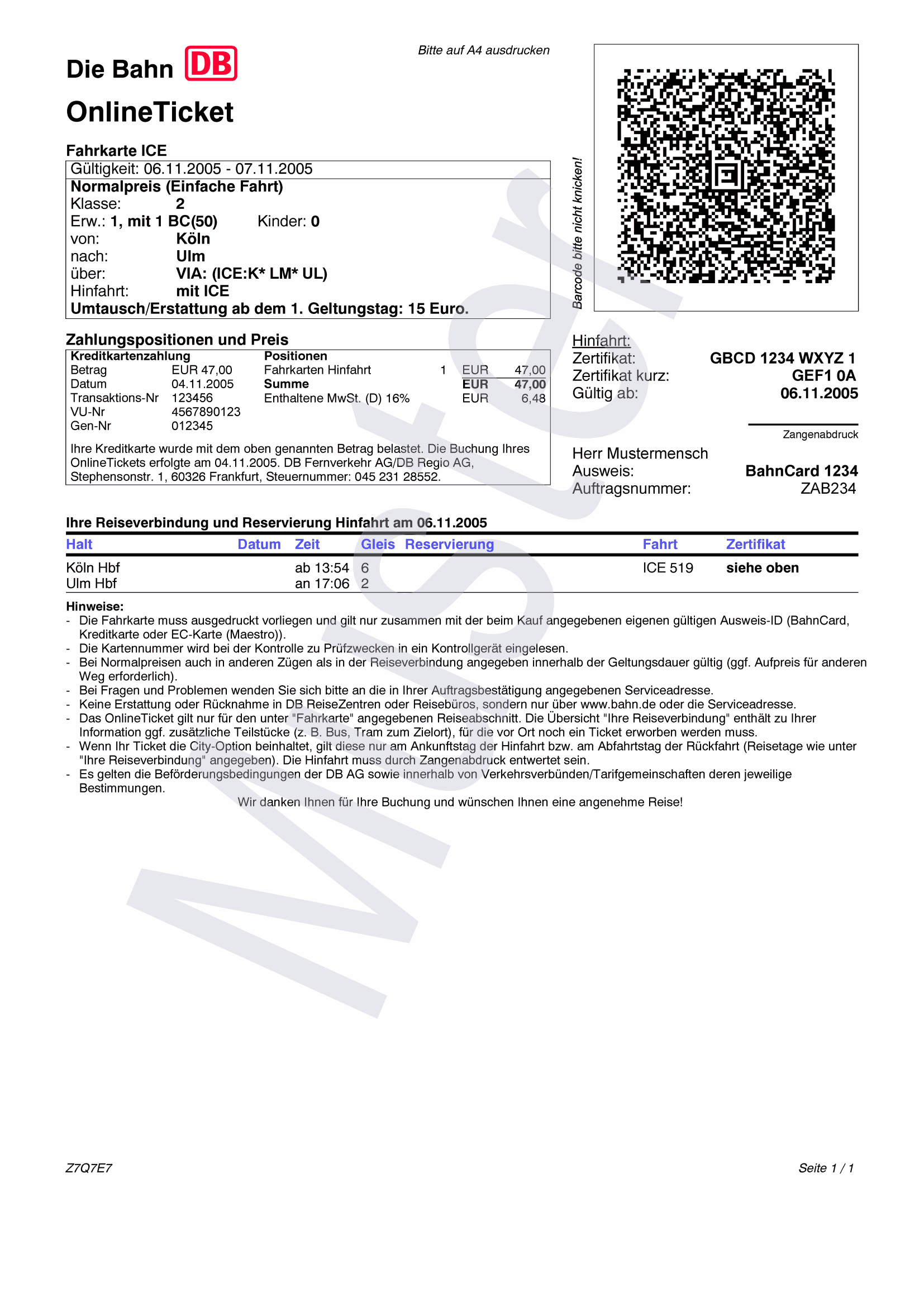
Ein Online-Ticket der Deutschen Bahn

Beim Kauf eines Online-Tickets druckt der Kunde seinen Fahrschein selbst (siehe dazu auch print@home). Außerdem muss er beim Kauf angeben, durch welche BahnCard, Bank- oder Kreditkarte er sich während der Fahrt ausweisen will. So können nicht mehrere Personen mit mehreren Ausdrucken desselben Fahrscheins fahren. Der Fahrschein kann in der Regel übers Internet storniert werden; Druck und Lastschrift beweisen also noch nicht den Kauf. Erst ein Zangenabdruck des Zugbegleiters belegt, dass der Fahrschein benutzt wurde. Der Fahrschein enthält neben dem Klartext typischerweise mehrere Codes, mit denen der Zugbegleiter die Gültigkeit der Fahrkarte überprüfen kann. Darunter fallen zum Beispiel:
- ein Code aus wenigen Buchstaben oder Zahlen für die Fahrkarte als ganze und für jede Zugbindung, der vom Zugbegleiter einzutippen ist
- ein zweidimensionaler Code (Aztec-Code), der (passende Lesegeräte vorausgesetzt) die manuelle Eingabe erspart

Bei einer Variante des Online-Tickets erhält der Kunde nur einen Code, der ihn zur Fahrt berechtigt.
Das E-Ticket ist keine Fahrkarte im engeren Sinn. Dabei wird beim Verkauf der Fahrkarte nur die Identität des Kunden registriert. Beim Reiseantritt muss der Kunde dann nur seine Identität nachweisen, z. B. anhand seiner Kreditkarte, und erhält dann den eigentlichen Fahr- oder Flugschein ausgehändigt.
Eine gänzlich papierlose Version des Online-Tickets ist das SMS-Ticket, das per Kurzmitteilung an das Mobiltelefon des Fahrgastes übertragen wird. Die Abrechnung erfolgt entweder über die Telefonrechnung oder nach vorheriger Anmeldung per Rechnungsstellung. SMS-Tickets sind hauptsächlich im öffentlichen Personennahverkehr im Einsatz.

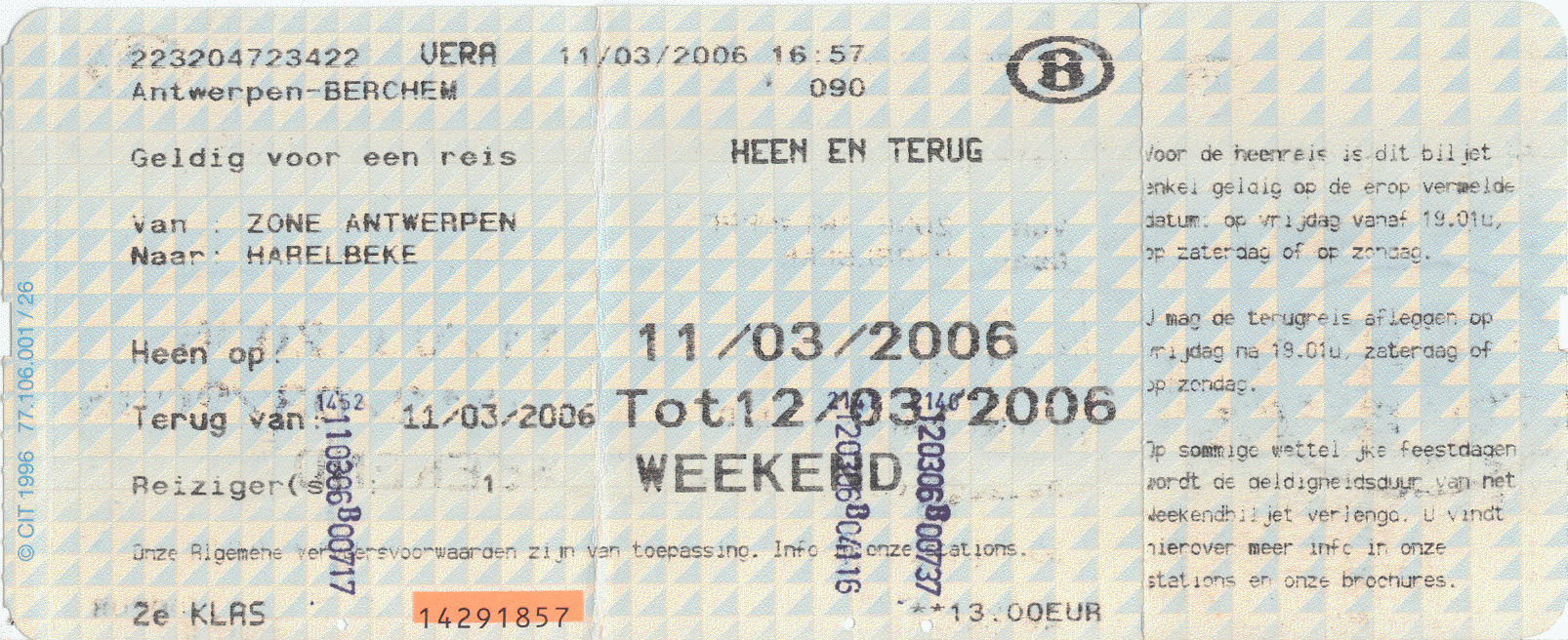
Wochenendfahrkarte der belgischen SNCB

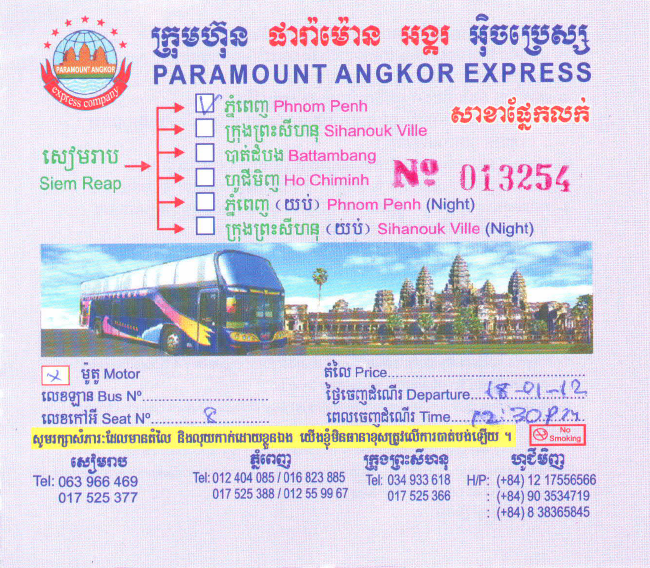
Busfahrkarte Kambodscha (2012)

### Estland
In den estnischen Städten Tallinn und Tartu ist es möglich, sich mit dem Personalausweis mit Chip und der zuvor im Internet gekauften Zeitkarte zu bestücken; dies ist billiger als die Papierversion. Vorteil dieser Regelung ist, dass man im Verlustfalle eines normalen Tickets während der Gültigkeit ein neues kaufen müsste. Der alte Personalausweis wird von der Passbehörde als ungültig vermerkt und man kann mit seinem neu ausgestellten Dokument für den Zeitraum der restlichen Gültigkeitsdauer die Fahrkarte weiternutzen. Nach ähnlichem Prinzip werden Smartcards im öffentlichen Nahverkehr vieler Städte eingesetzt (z. B. Oyster Card in London oder „Octopus“ in Hongkong).

### Russland

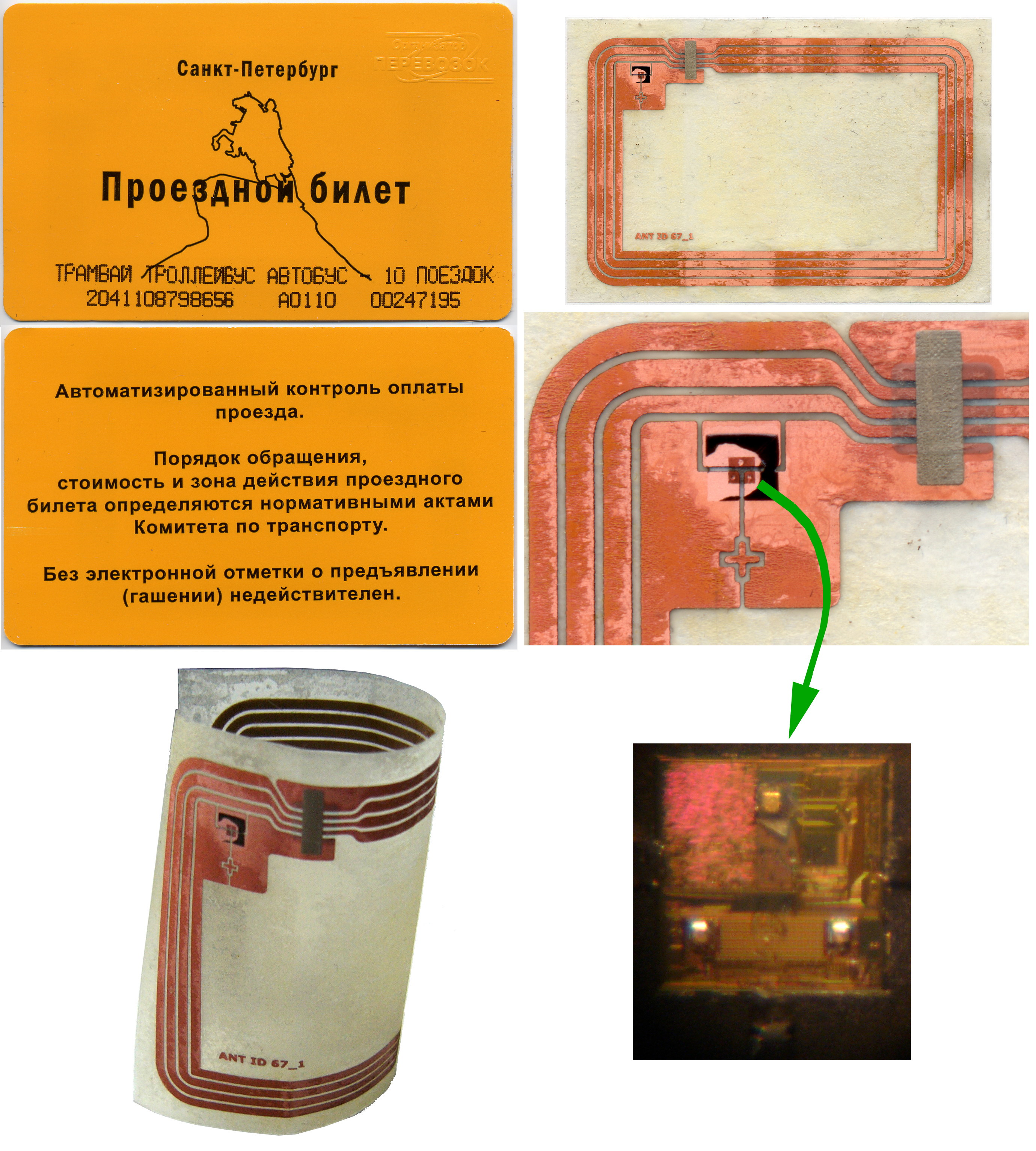
Russisches kontaktloses Ticket für zehn Fahrten mit Straßenbahn, Oberleitungsbus oder Omnibus

In der Sowjetunion und in der Anfangszeit des modernen Russland wurden auf Papier gedruckte Dokumente als Fahrkarten genutzt. Solche Dokumente waren nur von dem ersten bis letzten Tag eines Monats gültig. Als Einzelpassierscheine galten gewöhnliche Fünf-Kopeken-Münzen, die wegen der ständigen Inflation später durch Jetons ersetzt wurden.
In der modernen Russischen Föderation setzen sich allmählich vorausbezahlte Fahrkarten in Form von elektronischen Plastik- oder kontaktlosen Papierkarten durch.

#### Moskau
In der Moskauer U-Bahn kommen Papierfahrkarten mit RFID-Chip zum Einsatz.

#### Sankt Petersburg
Erste elektronische Plastikfahrkarten hatten einen Magnetstreifen und waren lediglich beim Besteigen des Transportmittels dem Kontrolleur oder Busfahrer vorzuzeigen. Zusätzlich zur Plastikkarte musste man im Besitz einer gültigen Wertmarke aus Papier für den aktuellen Monat sein; die beiden Teile waren nur zusammen gültig. Seit einigen Jahren sind derartige Karten nicht mehr im Einsatz; sie wurden durch Jetons (nur in der U-Bahn) und kontaktlose Karten ersetzt.
Elektronische Fahrkarten für eine begrenzte Zeitperiode bieten einen gewissen Rabatt für jede Einzelfahrt. Findige Jugendliche haben früher daraus ein Geschäft gemacht, indem sie Jetons von Reisenden vor den automatischen Sperren gesammelt und stattdessen die elektronische Fahrkarte verwendet haben. Als Konsequenz haben jetzt alle rabattierten Fahrkarten eine Zehn-Minuten-Sicherheitsperiode, während der die Fahrkarte für eine erneute Verwendung in der U-Bahn blockiert ist. Elektronische Fahrkarten für nichtrabattierte Einzelfahrten haben keine derartige Sicherheitsperiode und können sofort wieder eingelesen werden.
Die elektronischen kontaktlosen Fahrkarten im Scheckkartenformat sind bis jetzt nur im Hinblick auf die Anzahl der U-Bahn-Fahrten limitiert. Mit diesen Karten kann man während ihrer Gültigkeitsdauer beliebig oft reisen. Die Plastikkarten werden an den Kassen der U-Bahn gegen 30 Rubel Pfand ausgegeben. Nach Ablauf der Gültigkeitsperiode beziehungsweise nachdem alle Einzelreisen genutzt wurden, kann diese Karte entweder mit einem anderen oder demselben Tickettyp wiederaufgeladen oder (bei Erstattung des Pfandbetrages) an der Kasse zurückgegeben werden. Die Karte selbst wird 90 Tage nach der letzten Wiederaufladung automatisch ungültig; in diesem Fall geht das Pfand verloren.
Im Jahr 2010 kamen die ersten nicht wiederaufladbaren elektronischen Fahrkarten aus Papier auf den Markt, die für eine begrenzte Anzahl an Straßenbahn-, O-Bus- und Busfahrten gültig sind. Diese Karten werden mit einer Schutzmetallfolie verkauft, die vor der ersten Nutzung entfernt werden muss. Diese Fahrkarten sind theoretisch unbegrenzt gültig; in der Praxis laufen sie jedoch 30 Tage nach einem landesweiten Tarifwechsel ab, was üblicherweise alle ein bis zwei Jahre geschieht.

### Schweiz
In der Schweiz können Billette heute an Billettschaltern, Billetautomaten oder als E-Ticket gekauft werden.
Die Entwicklung verlief ähnlich wie in Deutschland. Auch wenn das Edmondsonsche Billett sich länger halten konnte. Dies war auch dem Nationalen Direkten Verkehr (NDV) geschuldet, da in der Schweiz viel mehr Bahnunternehmen an der Herausgabe einheitlicher Billette beteiligt sind.
Bei den Edmondsonschen Billetten waren ursprünglich folgende Farben gebräuchlich: Gelb für die erste Klasse, Grün für die zweite Klasse und Braun für die dritte Klasse. Die Billette zur halben Taxe waren zusätzlich in der unteren Hälfte Weiss. Mit der Aufhebung der ersten Klasse, und der anschliessenden Verschiebung der 2. und 3. Klasse anlässlich der Einführung des Zweiklassen-Systems 1956, wurden Grün zur Farbe der ersten Klasse und Braun zur Farbe der zweiten Klasse.
In der Schweiz sind Streckenabonnemente stark verbreitet, gleiches gilt für das Generalabonnement und das Halbtaxabonnement. Diese werden seit dem 1. August 2015 auch in Form des Swisspass ausgegeben.
Im Jahr 2023 hat Alliance Swisspass die Angabe von Personalien bei einem Billettkauf am Schalter für Reisen ins Ausland für zwingend erklärt.

### Vereinigtes Königreich
Eine preisliche Differenzierung von einerseits teureren Fahrkarten für den Berufsverkehr (Peak/Anytime) und günstigeren eingeschränkten Fahrkarten für den Ausflugsverkehr (Off-Peak) ist in Großbritannien seit langer Zeit üblich.
National Rail verwendet einheitlich scheckkartengroße Fahrscheine mit Magnetstreifen auf der Rückseite, die maschinenlesbar sind, da es auf den britischen Bahnhöfen meist Ticketbarrieren gibt, d. h. man erreicht den Bahnsteig nur mit Fahrkarte.

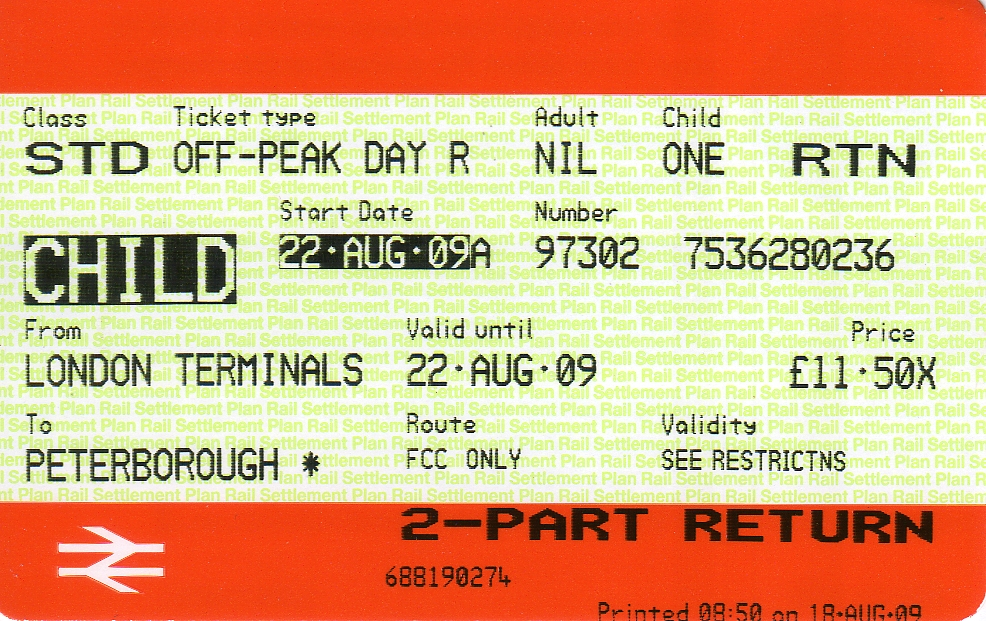
Fahrkarte aus Großbritannien (Hier: Kinderrückfahrschein von London nach Peterborough, FCC only unter „Route“ bedeutet die Beschränkung auf Züge von First Capital Connect).
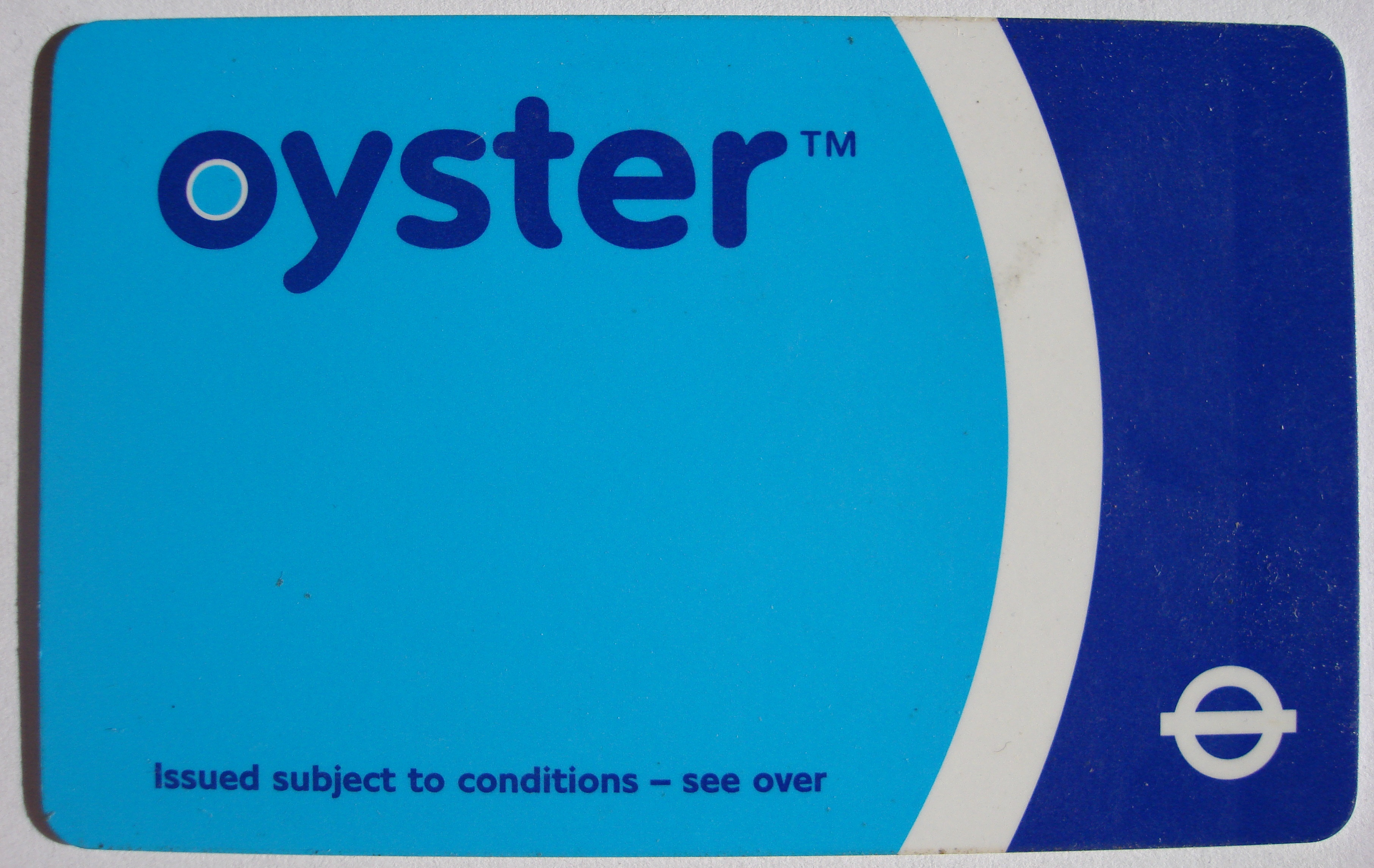
TfL Oyster Card
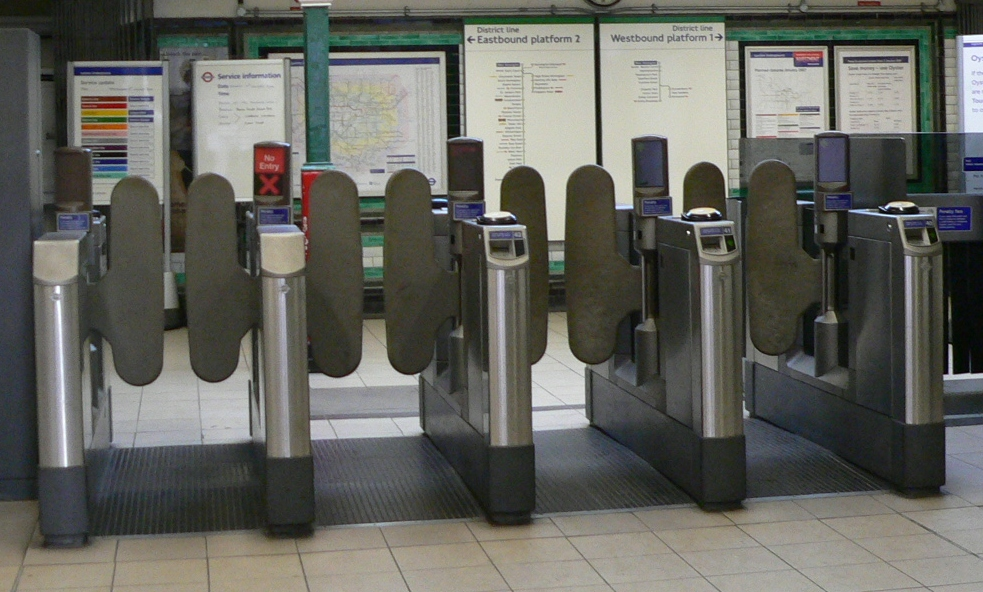
Ticketbarrieren in der Station West Kensington, die gelben Leser sind für die Oyster Card.

#### London
Die Londoner Verkehrsbetriebe (U-Bahn etc.) verwenden dasselbe System wie National Rail, zudem gibt es eine Scheckkarten-große, kontaktlos lesbare Karte, die Oyster Card, auf die man Guthaben oder Tickets (Ein- oder Mehrtagestickets, Monatskarten …) aufladen kann. Es ist nunmehr auch möglich, eine normale kontaktlose Kredit- oder Debitkarte (American Express ExpressPay, Visa payWave, MasterCard PayPass) anstelle einer Oyster Card zu nutzen.

## Zugänglichkeit des Bahnsteiges

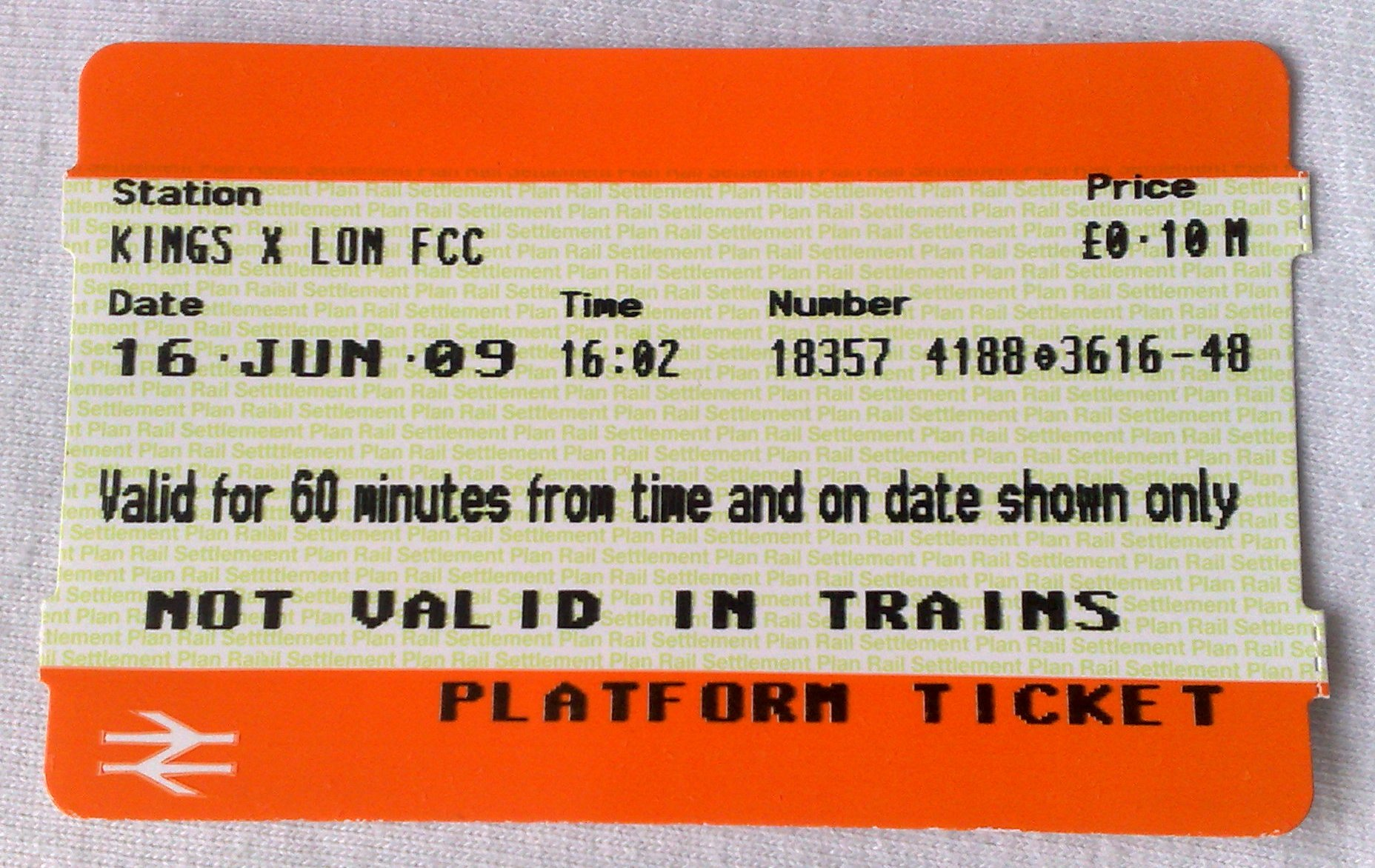
Bahnsteigkarte der britischen National Rail

In Deutschland, Österreich und der Schweiz sind wie in vielen anderen Ländern die Bahnsteige i. d. R. direkt und ohne Fahrkarte erreichbar, wohingegen beispielsweise in Großbritannien Bahnsteigsperren existieren und man zum Betreten der Bahnsteige eine gültige Fahrkarte oder Bahnsteigkarte benötigt. Die Bahnsteige der Hamburger U- und S-Bahn (im HVV) sind ebenfalls nur mit gültiger Fahrkarte oder Bahnsteigkarte zu betreten.

## Weitere Verwendungen des Begriffs
- Beim sportlichen und militärischen Schießen mit Handfeuerwaffen wird ein Fehlschuss, der zwar die Zielscheibe, nicht jedoch deren Spiegel trifft, als „Fahrkarte“ bezeichnet.
- Im Bergbau bezeichnete man früher eine schriftliche Erlaubnis, dass ein Betriebsfremder eine Grube befahren darf, als Fahrschein.[10]